# 字林滬報
《字林滬報》（1882年～1899年），初名《滬報》，創辦於清光緒八年四月初二（1882年5月18日），上海早期著名报纸，由F. H. 巴爾福擔任主筆，F. H. 巴爾福同時也是《字林西報》總主筆，後來又聘戴譜生、蔡爾康、高太痴等擔任主筆。

## 历史
《字林沪报》倡议人为《字林西报》主笔巴尔福，他於1881年返沪任《字林西报》主笔时见馆中存有全副中文铅字，置而不用，以为可惜，遂建议洋行出中文报纸。
1882年4月2日，字林洋行创办，初名《沪报》，第73号改名，为《字林西报》的中文版。《字林滬報》最早以毛邊紙單面印刷，正文用四號字體，每逢星期日休刊一天，後來由於競爭激烈，《字林滬報》擴大版面，並取消星期日休刊的規定。在《申報》強力競爭下，《字林滬報》日漸式微。
光緒十二年（1886年）起，蔡爾康改變策略，編纂副刊《玉琯鐫新》，光緒十三年（1887年），新增《花團錦簇樓詩稿》一頁。光緒十四年五月（1888年6月）又加刊《詞林畫報》。這一列系的改革使得《字林滬報》重獲讀者。
光绪十六年（1890年）高太痴进《字林沪报》当编辑。光緒十七年（1891年）六月蔡爾康離開《字林滬報》，《花團錦簇樓詩稿》隨之停刊。光绪二十二年（1896年）春，高太痴主持文艺附张《漱芳诗选》的编选工作。光绪二十三年（1897年）11月24日，《字林滬報》出版附張《消閑報》，被认为是中國最早的文艺副刊。以後《字林滬報》經營每況愈下，後由黃曉秋、張久余接手。1898年5月转售予“协记”。1900年卖于日方。光緒二十五年（1899年），《字林滬報》出讓給日商上海東亞同文書會，改名《同文沪报》。
1908年，更名为《沪报》至终刊。